# هانا ۱۶۶۸
سیارک ۱۶۶۸ (به انگلیسی: 1668 Hanna، نامگذاری:1933OK) هزار و ششصد و شصت و هشتمین سیارک کشف شده‌است که در ۲۴ ژوئیه ۱۹۳۳ و در هایدلبرگ کشف شد.
قدر مطلق سیارک برابر ۱۲٫۲۰ است.